# Soledad (Honduras)
Soledad – gmina (municipio) w południowym Hondurasie, w departamencie El Paraíso. W 2010 roku zamieszkana była przez ok. 10,2 tys. mieszkańców. Siedzibą administracyjną jest miejscowość Soledad.

## Położenie
Gmina położona jest w środkowej części departamentu. Graniczy z 5 gminami:
- Nueva Armenia od północy,
- Texiguat i Liure od wschodu,
- Orocuina od południa,
- Pespire i San Isidro od zachodu.

## Miejscowości
Według Narodowego Instytutu Statystycznego Hondurasu na terenie gminy położone były następujące miasteczka i wsie:
- Soledad
- La Paz
- La Victoria
- Las Marías
- Los Alpes
- San Diego
- San Marcos
- Santo Domingo